# تپه برزه گلوم قمبلیژه
تپه برزه گلوم قمبلیژه (هـ. ۵۷) مربوط به دوران پیش از تاریخ ایران باستان است و در شهرستان هرسین، روستای قمبلیژه واقع شده و این اثر در تاریخ ۲۴ فروردین ۱۳۸۲ با شمارهٔ ثبت ۸۱۳۵ به‌عنوان یکی از آثار ملی ایران به ثبت رسیده است.